# IAI Rex
IAI Rex – rodzina izraelskich, wojskowych, bezzałogowych pojazdów lądowych przeznaczonych do wsparcia piechoty, projektu Israel Aerospace Industries (IAI), ELTA Systems Ltd i Tomcar.

## Opis
W 2021 roku na Defence and Security Equipment International w Londynie izraelskie przedsiębiorstwo IAI ujawniło, że pracuje nad nowym bezzałogowym pojazdem lądowym o nazwie Rex MK II. Jest to wersja rozwojowa poprzedniego pojazdu o nazwie Rex UGV (ang. unmanned ground vehicle). Nie wiadomo od kiedy pracowano nad pierwotną wersją Rexa . IAI wraz z ELTA Systems zapowiedziały, że Rex MK II będzie wielozadaniową platformą, której przeznaczeniem będzie wsparcie piechoty w różnych warunkach pola walki na poziomie drużyny piechoty. Rozwój pojazdu odbywa się we współpracy z producentem pojazdów terenowych Tomcar .
IAI Rex MK II bierze udział w Theseus Project pod patronatem armii brytyjskiej, która w ramach projektu sprawdza potencjał autonomicznych systemów w dziedzinie logistyki.

## Charakterystyka konstrukcji
IAI Rex MK II to pojazd o napędzie kołowym 4×4, którego zasilany jest hybrydowym silnikiem elektrycznym . Deklarowany maksymalny zasięg pojazdu to 300 km. Z kolei około 70 km Rex może przebyć w trybie stealth. W celu zapewnienia odpowiedniej stabilności pojazdowi w trudnych warunkach terenowych, koła Rexa zostały zamontowane w skrajnych końcach ramy. Konstrukcja pojazdu pozwala mu na przewożenie ładunku o masie około 1,3 tony, np. amunicji, środków medycznych, zapasów. Ponadto Rex może brać udział w ewakuacji rannych z pola walki i jest w stanie przetransportować dwie pary noszy z rannymi . Rex UGV był w stanie przewozić ładunek o wadze 350 kg .
Pojazd może być kierowany na dwa sposoby: w oparciu o czujniki optoelektroniczne i sztuczną inteligencję, bez udziału człowieka, lub może być sterowany przez operatora. Ponadto Rex został wyposażony w system podążania za człowiekiem za pomocą linki holowniczej, za którą będzie podążał pojazd. IAI Rex może operować w terenie zurbanizowanym, na piasku, asfalcie, w błocie lub śniegu, a także pomiędzy skałami lub krzewami.
Uzbrojenie pojazdu opiera się na zdalnie sterowanych stanowiskach strzeleckich (ang. remote-control weapon stations, RWS) dla karabinu maszynowego kalibry 7,62 mm i wielokalibrowego karabinu maszynowego kalibru .50 cala. Modułowa konstrukcja Rexa pozwala na zamontowanie na nim również radarów lub systemów optoelektronicznych pozwalających na zbieranie danych wywiadowczych w terenie.
Rozmiary Rexa umożliwiają jego transport przy pomocy samolotów (np. V-22 Osprey) lub śmigłowców (np. CH-47).  